# Calliostoma iridescens
Calliostoma iridescens is een slakkensoort uit de familie van de Calliostomatidae. De wetenschappelijke naam van de soort is voor het eerst geldig gepubliceerd in 1903 door G.B. Sowerby III.